# Carl Julius Abegg
Carl Julius Abegg-Haegler (* 26. April 1891 in Enge; † 23. August 1973 in Zürich; heimatberechtigt ebenda) war ein Schweizer Textilindustrieller und Bankier. Er war der Sohn von Carl Abegg-Stockar sowie der Enkel von Carl Abegg-Arter. Er war bis zu seinem Tod Mitinhaber und Präsident der Abegg & Co, Zürich.

## Leben und Werk

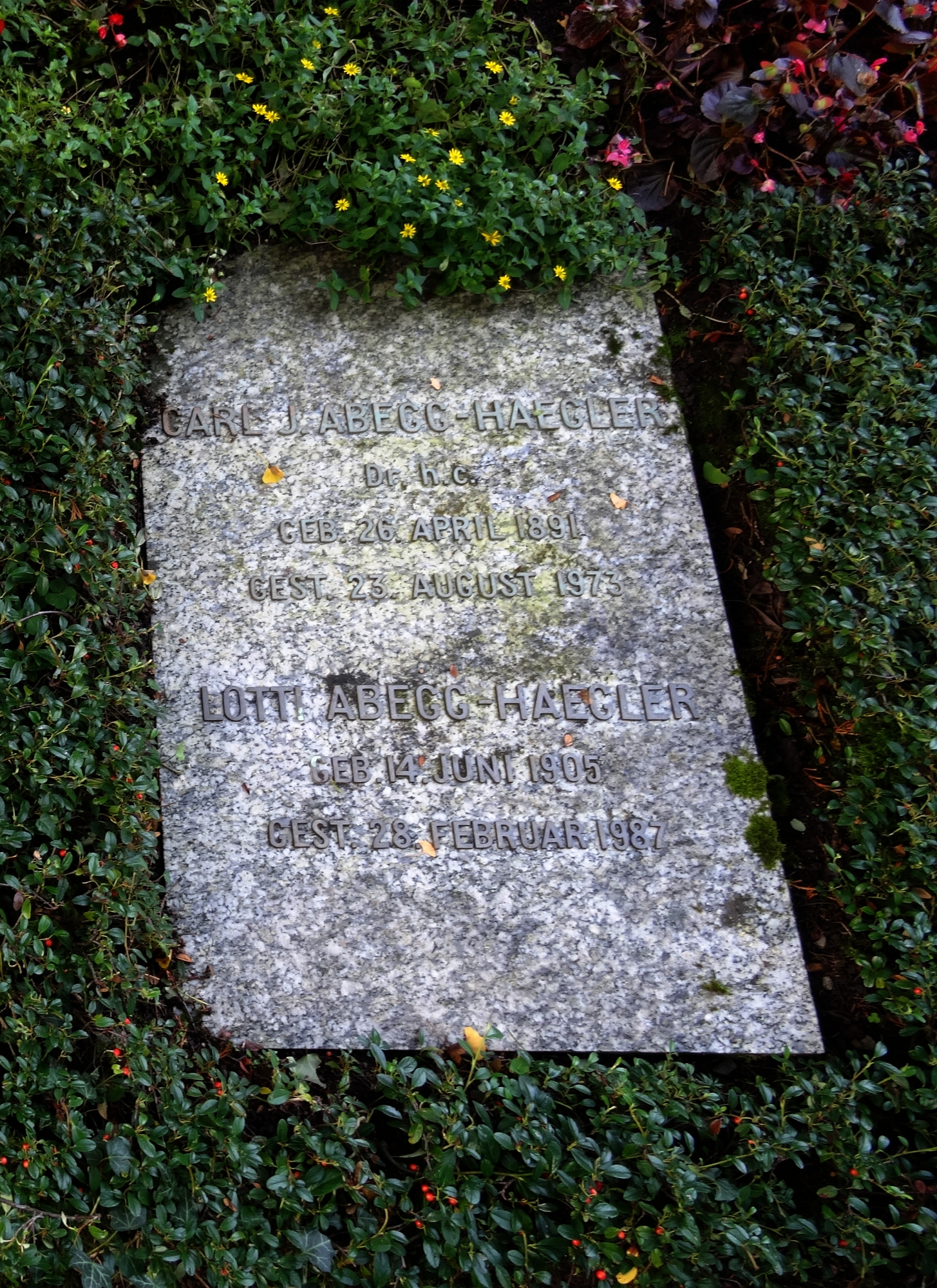
Grab, Friedhof Enzenbühl, Zürich

Carl Julius Abegg trat nach Abschluss seiner kaufmännischen Ausbildung in Mailand ins elterliche Geschäft, Abegg & Co, ein. 1933 erhielt er den Ehrendoktor in Philosophie I der Universität Zürich. Zudem war er zwischen 1913 und 1949 in der Zunft zur Meisen in Zürich aktives Mitglied.
Er war in zahlreichen Verwaltungsräten aktiv: Mitglied La Suisse Versicherungsgesellschaft (1929–1937), Mitglied Maschinenfabrik Oerlikon (1930–1937), Präsident Néstle (1937 und 1948–1961), Vizepräsident Zürich Versicherungsgesellschaft (1937–1953), Mitglied Credit Suisse (1940–1953), Mitglied  Zürcher Handelskammer (1941–1948), Mitglied Elektrobank/Elektrowatt (1951–1953), Mitglied AIAG-Alusuisse (1957) und der Schweizerischen Rückversicherungsgesellschaft Swiss-Re (1957).
Carl Julius Abegg war mit Lotti, geborene Haegler (1905–1987) verheiratet. Seine letzte Ruhestätte fand er auf dem Friedhof Enzenbühl in Zürich.